# Asura umbrosa
Asura umbrosa är en fjärilsart som beskrevs av George Francis Hampson 1896. Asura umbrosa ingår i släktet Asura och familjen björnspinnare. Inga underarter finns listade i Catalogue of Life.